# Grzędowo
Grzędowo [pronunciación en polaco: /ɡʐɛnˈdɔvɔ/] (en alemán: Rödersdorf) es un pueblo en el distrito administrativo de Gmina Braniewo, dentro del Distrito de Braniewo, Voivodato de Varmia y Masuria, en el norte de Polonia, cercano a la frontera con el Óblast de Kaliningrado en Rusia. Se encuentra aproximadamente 16 kilómetros al este de Braniewo y 71 kilómetros al noroeste de la capital regional, Olsztyn.
El pueblo tiene una población de 74 habitantes.